# Cynorta dampfi
Cynorta dampfi is een hooiwagen uit de familie Cosmetidae.